# Кубок Европы по легкоатлетическим многоборьям 2014
Кубок Европы по легкоатлетическим многоборьям 2014 года прошёл 5—6 июля на муниципальном стадионе имени Гжегожа Дунецкого в Торуне (Польша). На протяжении двух дней 8 сильнейших сборных Европы боролись за победу в командном первенстве Суперлиги. Во второй раз в истории мужчины в десятиборье и женщины в семиборье соревновались за общий трофей (прежде был раздельный зачёт). Турниры в Первой и Второй лигах проходили в те же самые сроки в португальской Рибейра-Браве.
Каждая команда была представлена 4 мужчинами и 4 женщинами. Таким образом, на старт вышли 64 многоборца. Лучшая сборная в командном зачёте определялась по сумме результатов 3 лучших мужчин и 3 лучших женщин. Две худшие команды по итогам соревнований теряли право участвовать в Суперлиге на следующий год.

## Результаты

### Командное первенство
Обладателем Кубка стала сборная России, годом ранее финишировавшая на втором месте. Швейцария и Польша выбыли в Первую лигу.
| Место | Команда | Очки                                        | Общая сумма |
| ----- | --- | ------------------------------------------- | ----------- |
| 1     | Россия · Сергей Свиридов · Евгений Саранцев · Иван Григорьев · Артём Лукьяненко · Анна Бланк · Александра Бутвина · Кристина Полтавец · Любовь Ткач | 7952 7917 7882 (7539) 5990 5887 5531 (5080) | 41159       |
| 2     | Нидерланды · Элко Синтниколас · Ингмар Вос · Питер Браун · Бас Маркис · Надин Брурсен · Мирте Гор · Маурен Ротс · Софи Клюмпер                      | 8156 7959 7499 (7300) 6539 5613 5282 (5188) | 41048       |
| 3     | Франция · Бастьен Озей · Ромен Мартен · Жереми Леливр · Флориан Жеффруэ · Антуанетта Нана Джиму · Лора Артей · Анаэль Ньябеу Джапа · Сара Шошар     | 7847 7709 7683 (DNF) 6212 5704 5606 (5374)  | 40761       |
| 4     | Беларусь |                                             | 40152       |
| 5     | Эстония |                                             | 39015       |
| 6     | Великобритания |                                             | 38516       |
| 7     | Швейцария |                                             | 38076       |
| 8     | Польша |                                             | 36879       |

Курсивом выделены участники, чей результат не пошёл в зачёт команды

### Индивидуальное первенство
| Место | Атлет            | Страна         | Очки |
| ----- | ---------------- | -------------- | ---- |
| 1     | Элко Синтниколас | Нидерланды     | 8156 |
| 2     | Эдуард Михан     | Беларусь       | 8004 |
| 3     | Ингмар Вос       | Нидерланды     | 7959 |
| 4     | Сергей Свиридов  | Россия         | 7952 |
| 5     | Евгений Саранцев | Россия         | 7917 |
| 6     | Иван Григорьев   | Россия         | 7882 |
| 7     | Бастьен Озей     | Франция        | 7847 |
| 8     | Ромен Мартен     | Франция        | 7709 |
| 9     | Жереми Леливр    | Франция        | 7683 |
| 10    | Осман Маскве     | Великобритания | 7565 |

| Место | Атлет                 | Страна         | Очки |
| ----- | --------------------- | -------------- | ---- |
| 1     | Надин Брурсен         | Нидерланды     | 6539 |
| 2     | Антуанетта Нана Джиму | Франция        | 6212 |
| 3     | Яна Максимова         | Беларусь       | 6173 |
| 4     | Грит Шадейко          | Эстония        | 6128 |
| 5     | Анна Бланк            | Россия         | 5990 |
| 6     | Александра Бутвина    | Россия         | 5887 |
| 7     | Линда Цюблин          | Швейцария      | 5817 |
| 8     | Джесс Таппин          | Великобритания | 5741 |
| 9     | Екатерина Нецветаева  | Беларусь       | 5723 |
| 10    | Лора Артей            | Франция        | 5704 |

## Первая лига
Соревнования в Первой лиге состоялись 5—6 июля в португальской Рибейра-Браве. Две лучшие сборные, Чехия и Украина, добились права участия в Суперлиге на следующий год. Финляндия и Португалия выбыли во Вторую лигу.
| Место | Команда    | Общая сумма |
| ----- | ---------- | ----------- |
| 1     | Чехия      | 40384       |
| 2     | Украина    | 40056       |
| 3     | Швеция     | 39753       |
| 4     | Испания    | 38962       |
| 5     | Норвегия   | 38777       |
| 6     | Италия     | 38032       |
| 7     | Финляндия  | 37845       |
| 8     | Португалия | 36686       |

## Вторая лига
Соревнования во Второй лиге состоялись 5—6 июля в португальской Рибейра-Браве. Две лучшие сборные, Румыния и Исландия, добились права участия в Первой лиге на следующий год.
| Место | Команда  | Общая сумма |
| ----- | -------- | ----------- |
| 1     | Румыния  | 35532       |
| 2     | Исландия | 34618       |
| 3     | Турция   | 29968       |